# 미국전화전신회사
미국전화전신회사(영어: American Telephone and Telegraph Company, 약자 AT&T)는 미국의 다국적 통신기업 AT&T 주식회사의 전신이다. 현재는 AT&T 법인(AT&T Corporation)이라는 사명으로 AT&T 주식회사의 자회사가 되어 있다.
1885년 설립된 AT&T는 2005년 합병되기까지 120년간 세계 최대의 전화회사이자 케이블 텔레비전회사였던 규제독점 기업이었다. 그 사운의 절정기였던 1950년대-1960년대에는 직원 수가 100만여 명, 연간 수입은 30억 달러에 달했다.